# Système de marquage nazi des prisonniers
Les nazis avaient développé un système de symboles d'identification des prisonniers. Un système de marquage des prisonniers permettait d'identifier la cause de leur incarcération dans les camps de concentration. Dans certains camps, le traitement variait selon le marquage porté par les détenus. Dans quelques camps, les déportés étaient aussi tatoués.

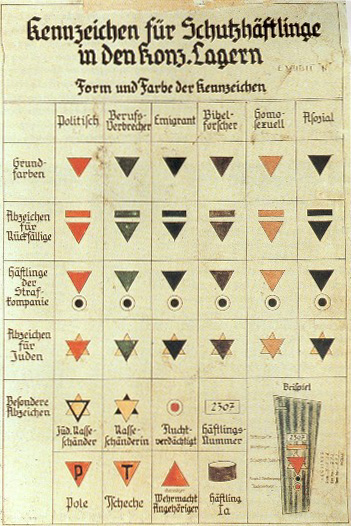
Charte des signes distinctifs à Dachau, vers 1938-1942.
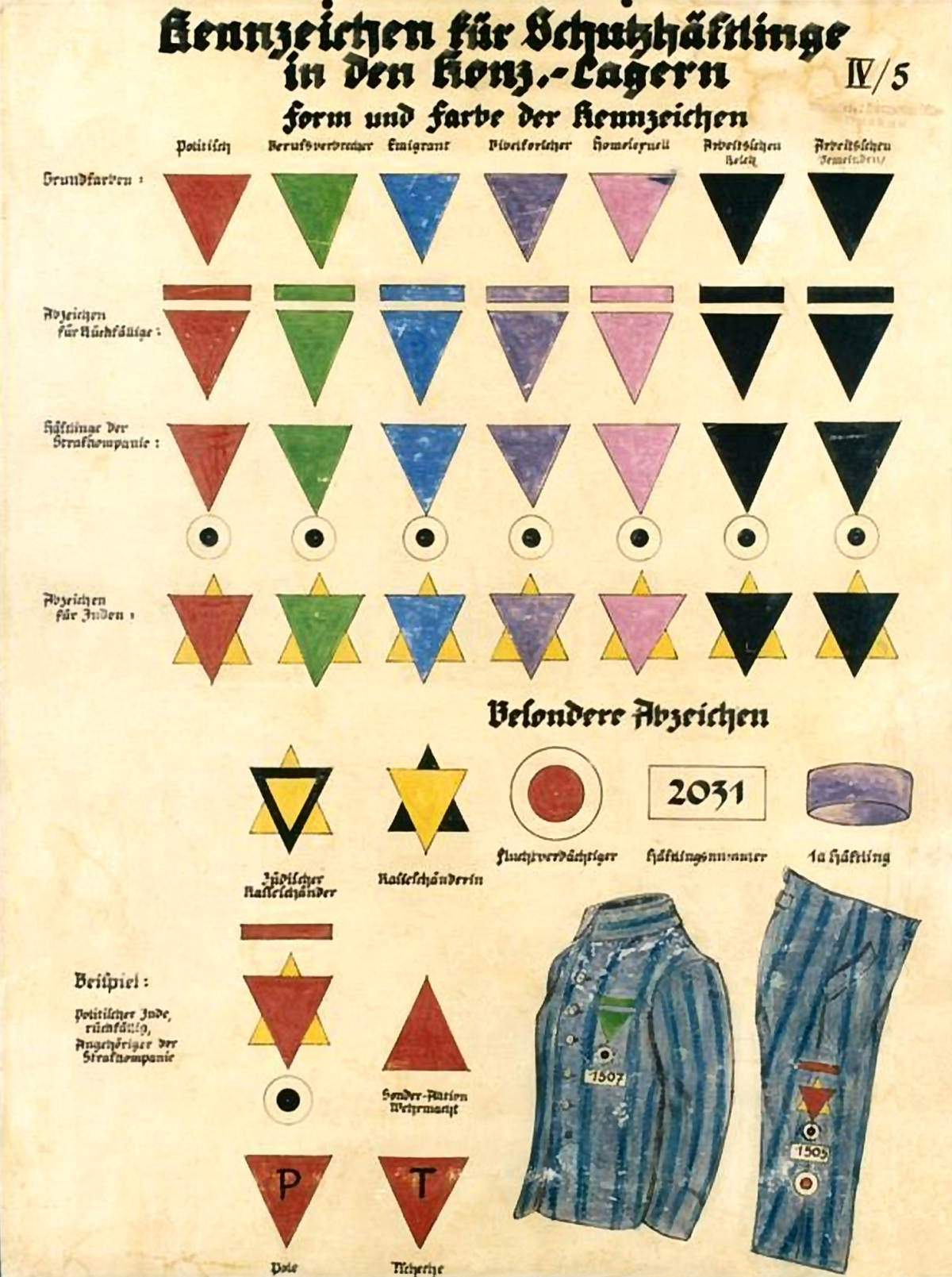
Panneau des marques pour les prisonniers dans les camps de concentration (KZ)

## Exemples de marquage
| Image | Commentaire |
| ----- | --- |
|       | Étoile jaune : marquage pour les Juifs (étoile de David). |
|       | Triangle noir : marquage pour les prisonniers « asociaux », tels que les Tziganes, les vagabonds, les alcooliques, les prostituées, les handicapés, les malades mentaux. |
|       | Triangle marron : marquage pour les Tsiganes dans certains camps. |
|       | Triangle rose : marquage pour les homosexuels allemands. Ce signe n'a cependant pas été systématiquement utilisé : il n'apparaît qu'en 1937, après la vague la plus massive d'internements des homosexuels, et une partie des internés au titre du paragraphe 175 pénalisant l'homosexualité masculine se sont vu attribuer un autre marquage (triangle bleu, rouge ou noir) en fonction de leur « parcours » judiciaire. |
|       | Triangle rouge : marquage pour les prisonniers politiques allemands, les résistants et les autres prisonniers politiques, en grande partie les communistes. La première lettre du nom allemand du pays d'origine était ajoutée. |
|       | Marquage pour les prisonniers politiques français (F comme Frankreich). |
|       | Marquage pour les prisonniers politiques espagnols (S comme Spanien). |
|       | Marquage pour les prisonniers politiques juifs. |
|       | Triangle bleu : marquage pour les apatrides (notamment, les républicains espagnols déchus de leur nationalité par Franco pendant la guerre civile espagnole). |
|       | Marquage pour les apatrides juifs. |
|       | Marquage pour les Juifs asociaux. |
|       | Triangle vert : marquage pour les criminels de droit commun. |
|       | Triangle violet : marquage pour les Témoins de Jéhovah. |
|       | Marquage pour les prisonniers politiques de la compagnie disciplinaire. |
|       | Marquage pour les prisonniers formés au travail. |
|       | Marquage pour les Juifs « honte de la race ». Il s'agit, avant la déportation systématique, de l'application des lois de Nuremberg de 1935 qui interdisent les relations sexuelles entre « Allemands » et « Juifs ». Certains historiens prétendent qu'ils auraient été exécutés dès 1935. En tout état de cause, ce signe de marquage aurait disparu lors de la déportation massive des Juifs du début des années 1940.  |